# Dark horse
För andra betydelser, se Dark Horse.
Dark horse är inom sport en otippad vinnare, vanligen med höga odds och inom politik en kandidat som vinner större framgång i ett val än förväntat.